# Бюрен (Золотурн)
Бюрен (нім. Büren SO) — громада  в Швейцарії в кантоні Золотурн, округ Дорнек.

## Географія
Громада розташована на відстані близько 60 км на північ від Берна, 29 км на північ від Золотурна.
Бюрен має площу 6,2 км², з яких на 7,1% дозволяється будівництво (житлове та будівництво доріг), 46,9% використовуються в сільськогосподарських цілях, 45,7% зайнято лісами, 0,3% не є продуктивними (річки, льодовики або гори).

## Демографія
2019 року в громаді мешкало 1059 осіб (+11,8% порівняно з 2010 роком), іноземців було 12,9%. Густота населення становила 170 осіб/км².
За віковим діапазоном населення розподілялося таким чином: 21,4% — особи молодші 20 років, 61,9% — особи у віці 20—64 років, 16,7% — особи у віці 65 років та старші. Було 432 помешкань (у середньому 2,4 особи в помешканні).
Із загальної кількості 181 працюючого 35 було зайнятих в первинному секторі, 18 — в обробній промисловості, 128 — в галузі послуг.